# Museo Sibelius
El Museo Sibelius  (en finés: Sibelius-museo, en sueco: Sibeliusmuseum) es un museo situado cerca de la  catedral de Turku en Finlandia.

## Descripción
El museo está situado en la calle Piispankatu, en el borde del  río Aurajoki en un moderno edificio de hormigón diseñado por Woldemar Baeckman en 1968. 
El museo está financiado y administrado por la Fundación de la Academia de Åbo (fi).

## Colecciones
El museo es el único museo en Finlandia dedicado a la música.
Su exposición alberga más de 1400 instrumentos musicales del mundo así como numerosos manuscritos de Jean Sibelius. 